# Schonach
Schonach es una localidad de Alemania en el estado de Baden-Wurtemberg, muy cerca de la ciudad de Triberg.
Schonach, con los distritos de Rensberg, Rohrhardsberg (municipio independiente hasta 1970) y Schonachbach (situado debajo de Triberg), es una de las comunidades de aldeas más grandes de la Selva Negra y se encuentra en uno de los valles altos más bellos, 600 - 1.164 m sobre el nivel del mar -, con el centro a 850 m. El paisaje muestra mucha variedad de elevaciones y valles y está atravesado por bosques, prados y pastos, por brezales y pantanos.
Geológicamente, el municipio pertenece al macizo de granito Triberg, formado por pilas de roca que crean cascadas de diversos tamaños en los ríos Gutach, Schonach, Elz y Alpirsbach. Las condiciones bioclimáticas corresponden a un clima suave de mayo a septiembre, de diciembre a marzo el clima es de frío alpino. Las atractivas condiciones de temperatura en verano y en invierno para el deporte de nieve ofrecen las mejores oportunidades recreativas. 
En invierno se celebran Campeonatos del Mundo Junior y eventos de la Copa del Mundo en el Nordic Combined, que han convertido a Schonach en el "Ski Village No. 1 de la Selva Negra".
El escudo de armas del municipio muestra en plata creciendo desde una media luna dorada a la Madre de Dios, vistiendo al Niño Jesús en la mano izquierda, un cetro en la mano derecha. Los colores locales del municipio son rojo y blanco.
Situada en el corazón de la Selva Negra, este hermoso pueblo cuenta con un gran atractivo turístico, ya que posee fábricas de relojes de cuco, alta tecnología, pistas de deporte de invierno, balneario, restaurantes de cocina tradicional y moderna. Cuenta con una población de 2125 habitantes que en la época estival se multiplican considerablemente. 
Producción de madera, fábrica de relojes y alta tecnología.